# Cuçac (Gironda)
Cuçac (en francès Cussac-Fort-Médoc) és un municipi francès situat al departament de la Gironda i a la regió de la Nova Aquitània.

## Demografia
| 1962                                       | 1968 | 1975 | 1982  | 1990  | 1999  | 2007  |
| ------------------------------------------ | ---- | ---- | ----- | ----- | ----- | ----- |
| 785                                        | 792  | 824  | 1.001 | 1.318 | 1.355 | 1.743 |
| Des de 1962: població sense dobles comptes |      |      |       |       |       |       |

## Administració
| Període   | Identitat          | Partit |
| --------- | ------------------ | ------ |
| 2001-2008 | Jean-Claude Martin |        |
| 2008-2009 | Thierry Heulle     |        |
| 2009-     | Dominique Fedieu   |        |